# Selebi-Phikwe
Selebi-Phikwe ist eine Bergbaustadt im Osten Botswanas. Mit 49.411 Einwohnern (Volkszählung 2011) ist sie die siebtgrößte Stadt des Landes. Die Stadt liegt im Central District, ist aber selbstverwaltet. 
Die Stadt entstand aus den beiden 14 Kilometer voneinander entfernt gelegenen Dörfern Selebi und Phikwe, zwischen denen sich ein erst 1967 entdecktes Kupfer- und Nickelvorkommen erstreckt. Auf dem Farmland zwischen beiden Dörfern entstanden die Mine, die ersten Siedlungen und schließlich die Stadt Selebi-Phikwe. Die Mine wird vom größten privaten Arbeitgeber des Landes, der Minengesellschaft Bamangwato Concessions Ltd. (BCL), betrieben.
Das Kohlekraftwerk Selebi-Phikwe war mit einer Leistung von 60 MW das zweitgrößte Kraftwerk in Botswana, wurde aber in den 2000er Jahren stillgelegt.
Nahe der Stadt liegt der Selebi Phikwe Airport.

## Städtepartnerschaften
- Tsumeb (seit 15. April 2015)

## Persönlichkeiten
- Boitumelo Masilo (* 1999), Mittelstreckenläufer